# William V. Ranous
William V. Ranous est un acteur, réalisateur, scénariste et producteur américain né le 12 mars 1857 à New York (États-Unis), mort le 1er avril 1915 à Santa Monica (États-Unis).

## Filmographie

### Comme acteur
- 1907 : The Easterner or A Tale of the West de James Stuart Blackton
- 1908 : Francesca da Rimini (ou The Two Brothers) de James Stuart Blackton : Paolo Malatesta
- 1908 : Othello : Othello
- 1908 : Macbeth : Macbeth
- 1908 : The Gentleman Burglar : Arsène Lupin
- 1908 : Romeo and Juliet : Friar Lawrence
- 1908 : The Face on the Bar-Room Floor
- 1908 : Life's a Game of Cards
- 1908 : Richard III : Richard III
- 1908 : Antony and Cleopatra : Octavius Caesar
- 1908 : She
- 1908 : Julius Caesar : Gaius Cassius
- 1908 : The Merchant of Venice : Shylock
- 1909 : Saul and David : King Saul
- 1909 : King Lear, de James Stuart Blackton et William V. Ranous : Le Roi Lear
- 1909 : Les Misérables (Part I) : Javert
- 1909 : Hiawatha
- 1909 : Love's Stratagem : The Father
- 1909 : Les Misérables (Part II) : Javert
- 1909 : Le Songe d'une nuit d'été (Midsummer's Night Dream) : Bottom
- 1910 : A Self-Made Hero : The Girl's Father
- 1910 : The New Magdalene
- 1911 : Vanity Fair : Lord Steyne
- 1912 : The Life of Buffalo Bill
- 1912 : The Serpents : Idiot
- 1912 : Yellow Bird
- 1912 : Sue Simpkins' Ambition
- 1913 : The Little Minister
- 1913 : Getting Up a Practice : Mr Irving, Emily's Father
- 1913 : The Mystery of the Stolen Child
- 1913 : Mr. Mintern's Misadventures
- 1913 : The Wrath of Osaka
- 1913 : The White Slave; or, The Octoroon
- 1913 : Delayed Proposals : A Passenger
- 1913 : Jack's Chrysanthemum : Jack's Father
- 1913 : The Spirit of the Orient
- 1913 : The Taming of Betty : Betty's Father
- 1913 : A Faithful Servant : Beppo, Nina's Father
- 1913 : The Joys of a Jealous Wife
- 1913 : A Maid of Mandalay : Gunga Din, Father of Ma May
- 1913 : The Lonely Princess : Prince Raffaello
- 1913 : Cupid Versus Women's Rights
- 1913 : The Hindoo Charm
- 1913 : Extremities
- 1914 : Maria's Sacrifice
- 1914 : Bread Upon the Waters
- 1914 : The Locked House
- 1914 : The Upper Hand
- 1914 : Love Will Out
- 1914 : The Little Angel of Canyon Creek : "Four Eyes", the sheriff
- 1915 : The Chalice of Courage : Judy Kirby
- 1915 : An Intercepted Vengeance
- 1916 : Little Partner

### comme réalisateur
- 1907 : The Spy: A Romantic Story of the Civil War
- 1907 : Bargain Fiend; or, Shopping à la Mode
- 1908 : Othello
- 1908 : Richard III
- 1908 : Julius Caesar
- 1909 : King Lear
- 1909 : Hiawatha
- 1911 : Heroes of the Mutiny
- 1911 : The Voiceless Message
- 1911 : Saving the Special
- 1912 : An Eventful Elopement
- 1912 : Yellow Bird
- 1912 : At the Eleventh Hour
- 1912 : The Heart of Esmeralda
- 1912 : Tommy's Sister
- 1912 : The Higher Mercy
- 1912 : The Hindoo Curse
- 1912 : Poet and Peasant
- 1913 : The Skull
- 1913 : The One Good Turn
- 1913 : The Way Out
- 1913 : Getting Up a Practice
- 1913 : Alixe; or, The Test of Friendship
- 1913 : The Mystery of the Stolen Child
- 1913 : Mr. Mintern's Misadventures
- 1913 : The Mystery of the Stolen Jewels
- 1913 : The Wrath of Osaka
- 1913 : Jack's Chrysanthemum

### comme scénariste
- 1912 : Yellow Bird

### comme producteur
- 1908 : Julius Caesar